# Evangelion
Evangelion ist das neunte Studioalbum der polnischen Death-/Black-Metal-Band Behemoth. Es wurde am 7. August 2009 in Europa und vier Tage später in den Vereinigten Staaten veröffentlicht.

## Titel und Cover
Der Titel ist eine Anspielung auf die Evangelien.

“Evangelion comes from a Greek word ‘Spreading the word of God’ or ‘spreading the good news’…oh well, you already know that we love to play with the meanings and symbolism. We’re here to show you our interpretation of what Evangelion really is.”

„Evangelion kommt von einem griechischen Wort, das ‚das Wort Gottes verbreiten‘ beziehungsweise ‚die guten Neuigkeiten verbreiten‘ bedeutet … naja, es ist ja bekannt, dass wir es lieben mit Symbolen und Bedeutungen herumzuspielen. Wir sind hier, um unsere eigene Interpretation davon zu zeigen, was Evangelion wirklich ist.“

Das Cover besteht aus einer Abbildung der Hure Babylon, einer Figur aus der Offenbarung des Johannes.

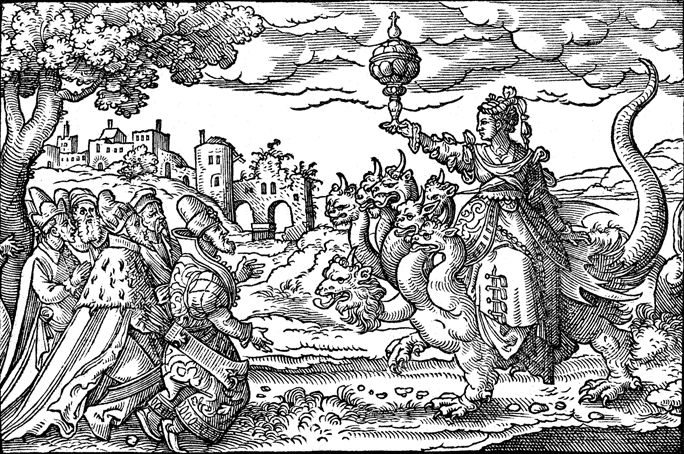
Die Hure Babylon und das siebenköpfige Biest

“The picture is of The Great Harlot of Babylon riding the seven-headed beast. Saints bow before her in worship whilst the tablets of the Ten Commandments lie broken at her feet. It represents our vision and the interpretation of the New Testament parable where the “Whore of Babylon” is a symbol of rebellion and resistance against God.”

„Das Bild stellt die Hure Babylon dar, die auf der siebenköpfigen Bestie reitet. Heilige verbeugen sich in Anbetung vor ihr, während die Zehn Gebote zerbrochen vor ihren Füßen liegen. Das repräsentiert unsere Sicht und Interpretation von dem Gleichnis des Neuen Testaments, in dem die ‚Hure Babylon‘ ein Symbol der Rebellion und des Widerstandes gegen Gott ist.“

## Entstehung
Das Album wurde am 16. Februar 2009 im Studio des Radio Gdańsk aufgenommen.
Daniel Bergstran (Produzent von Meshuggah, In Flames und Dark Funeral) produzierte die Schlagzeugspuren. Dabei kamen ungewöhnliche Techniken zum Einsatz, wie zum Beispiel die Aufnahme mit 22 Kanälen, um einen „organischeren und natürlicheren“ Klang zu erzeugen. Abgemischt wurde das Album von Colin Richardson.

## Stil und Inhalt

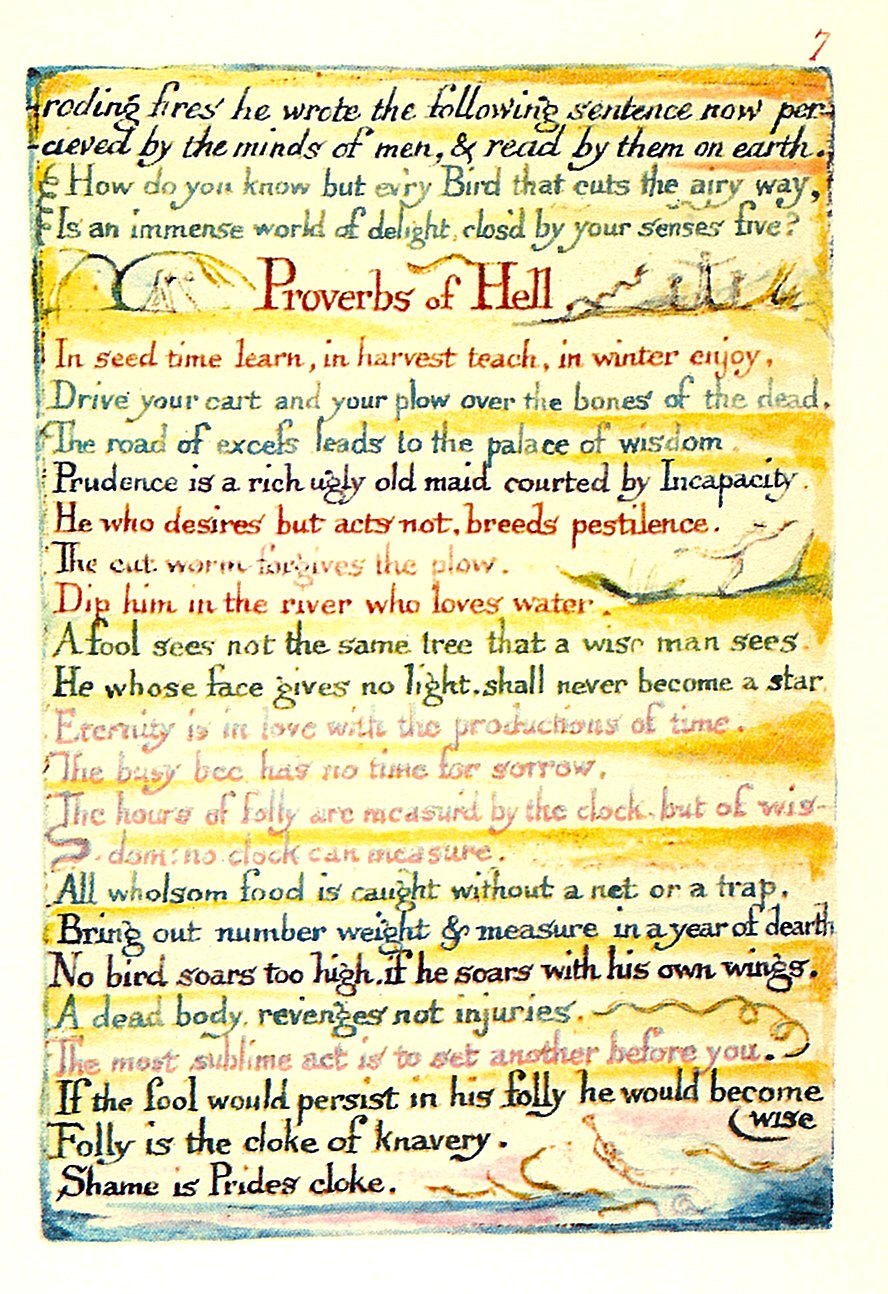
Die Proverbs of Hell

Die Band setzt für das Genre ungewöhnliche Instrumente und Stilmittel ein. So beginnt beispielsweise das Lied Daimonos mit einem Akustikgitarren-Intro, während bei Shemhamforash eine Sitar eingesetzt wird. Lucifer ist ein für die Band sehr langsames und episches Stück.
Der Titel He Who Breeds Pestilence ist eine Anspielung auf eine Textstelle aus William Blakes The Marriage of Heaven and Hell:

“He who Desires, but Acts Not, breeds Pestilence”

„Derjenige, der begehrt, aber nicht handelt, züchtet die Pest“

## Rezeption
Evangelion bekam im November 2009 mit 15.000 verkauften Einheiten eine Goldene Schallplatte in Polen.
Die Rezeption fiel allgemein sehr gut aus, so gab zum Beispiel die Webseite culturebully.com dem Album der „gruseligen Typen“ die Bezeichnung „grenzenlose Hölle für den Durchschnitthörer“, während metaleater.com besonders das Schlagzeugspiel und die Einheitlichkeit der Gitarren und des Bass hervorhebt. Global Domination vergibt für diese „Hölle in einer CD“ die Höchstpunktzahl und vergleicht sie mit den als Kultalben geltenden Reign in Blood und Master of Puppets. Sputnikmusic spricht von einer „Weiterentwicklung [seit The Apostasy] und Rückkehr zu Stil“. stereokiller.com dagegen sieht im Album zwar eine stilistische Stagnation, findet diese aber gut.
Der Song Ov Fire and the Void gewann den METAL HAMMER-Award 2010 in der Rubrik Metal Anthem (engl. Metal-Hymne)

## Titelliste
1. Daimonos – 5:15
2. Shemhamforash – 3:56
3. Ov Fire and the Void – 4:27
4. Transmigrating Beyond Realms ov Amenti – 3:27 *
5. He Who Breeds Pestilence – 5:41
6. The Seed ov I – 4:58 *
7. Alas, Lord Is Upon Me – 3:15
8. Defiling Morality ov Black God – 2:49 *
9. Lucifer – 8:06

Die Musik wurde von Nergal komponiert, ebenso schrieb er alle Texte bis auf Lucifer und Transmigrating Beyond Realms ov Amenti. Mit einem Stern gekennzeichnete Lieder haben Texte von Krzysztof Azarewicz, der Text von Lucifer wurde von Tadeusz Miciński verfasst.

## Mitwirkende

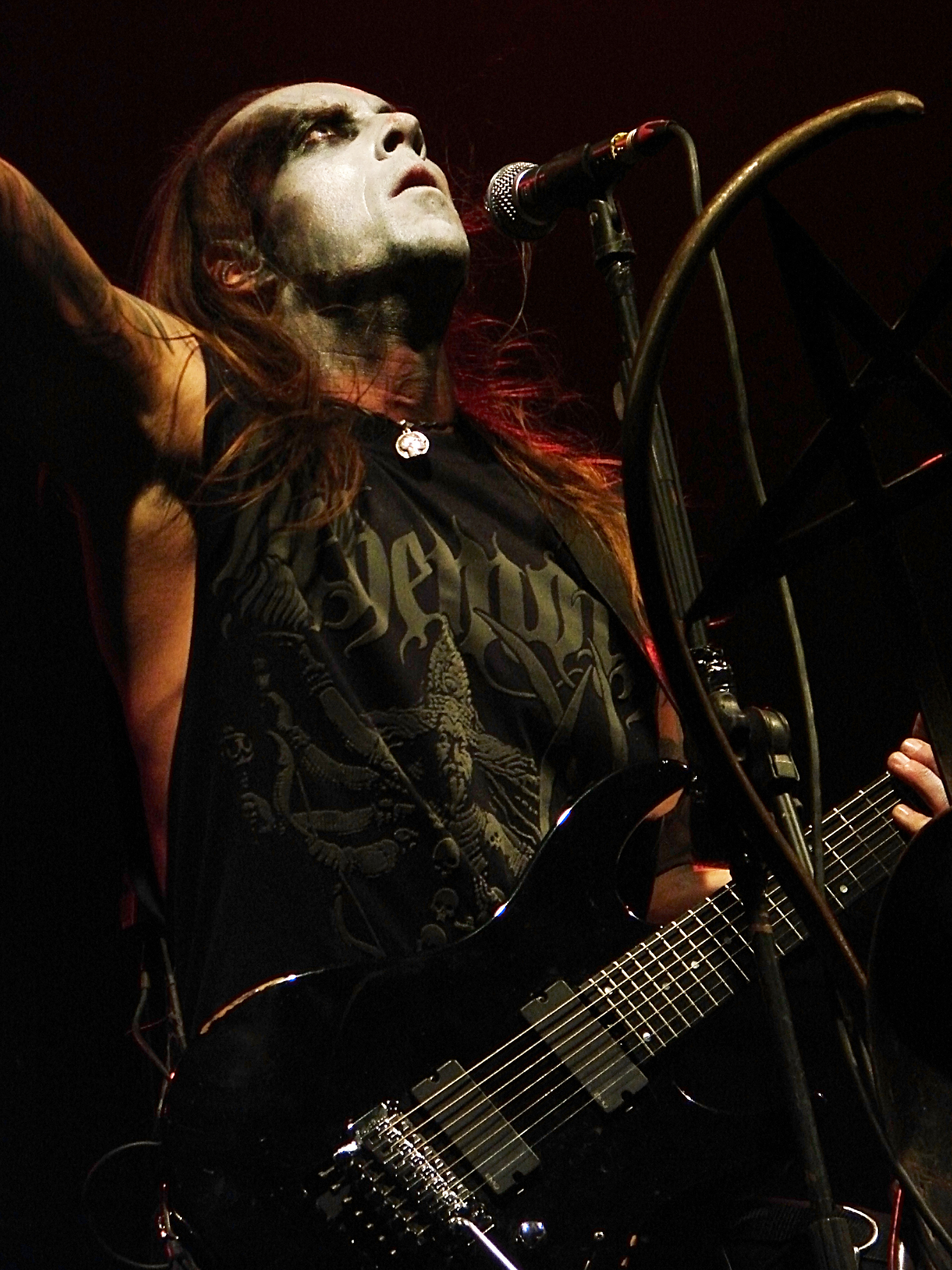
Sänger und Gitarrist Adam Darski live 2009 in Colfontaine

- Krzysztof „Siegmar“ Oloś – Keyboard, Arrangements
- Maciej Maleńczuk – Gastgesang bei Lucifer
- Tomasz „Ragaboy“ Osiecki – Sitar
- Pawel Hulisz – Trompete
- Piotr Kowalkowski – Trompete
- Michal Szczerba – Horn
- Bogdan Kwiatek – Posaune
- Lukasz Gruba – Tuba
- Boris „Hatefrost“ Kalyuzhnyy – Hintergrundgesang bei Daimonos
- Maciej „Manticore“ Gruszka – Hintergrundgesang bei Daimonos
- Daniel Bergstrand – Schlagzeug-Produktion
- Colin Richardson – Abmischer
- Arkadiusz „Malta“ Malczewski – Soundtechnik, Hintergrundgesang bei Daimonos
- Kuba Mańkowski – Soundtechnik
- Wojciech Wiesławski – Koproduktion Gitarre
- Sławomir Wiesławski – Koproduktion Gitarre
- Jan Bryt – Solo- und Gesangspuren
- Tomasz „Graal“ Daniłowicz – Design und Artwork
- Ted Jensen – Mastering